# Pardosa tristis
Pardosa tristis är en spindelart som först beskrevs av Tord Tamerlan Teodor Thorell 1877.  Pardosa tristis ingår i släktet Pardosa och familjen vargspindlar. Inga underarter finns listade i Catalogue of Life.